# Padma Sachdev

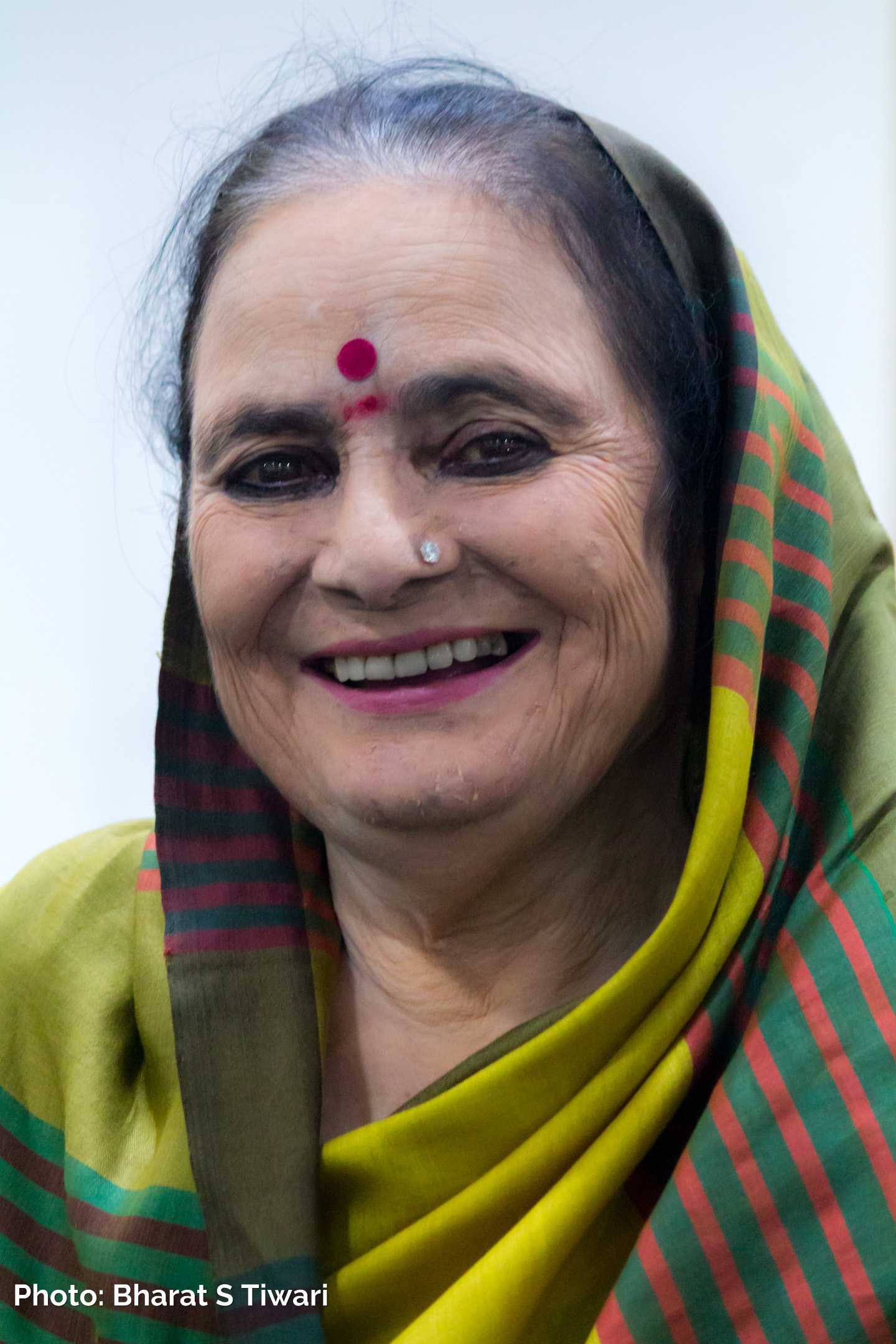
Padma Sachdev (2020)

Padma Sachdev (* 17. April 1940 im Dorf Purmandal im Distrikt Jammu, Jammu und Kashmir; † 4. August 2021 in Mumbai, Maharashtra) war eine Dichterin und Autorin der Dogri-Literatur. Sie schrieb auch auf Englisch.

## Leben und Wirken
Padma Sachdev war das älteste von drei Kindern in einer wohlhabenden Familie. Ihr Vater, Professor Jai Dev Badu, war ein Sanskrit-Gelehrter, der der Teilung Indiens zum Opfer fiel. Sachdev begann ihre Ausbildung in der Grundschule ihres Heimatdorfes Purmandal. Schon im Alter von vier oder fünf Jahren fing sie an, Sanskrit auswendig zu lernen und zu rezitieren. Später sang sie in einem lokalen Frauenchor Volkslieder auf Dogri und komponierte einfache Verse für diese Musikrichtung. Während ihres ersten Jahrs am College begann sie Gedichte in Dogri zu schreiben und teilte sich schon bald die Bühne mit älteren Poeten. Kurz darauf, im Alter von 16 Jahren, heiratete sie entgegen den Einwänden beider Familien den zu diesem Zeitpunkt zwölf Jahre älteren Dogri-Dichter Ved Pal Deep. Wenige Monate später wurde bei ihr Tuberkulose im Darm festgestellt und sie verbrachte die nächsten drei Jahre in einem Krankenhaus in Srinagar. Zu diesem Zeitpunkt hatte sie sich aber schon einen Namen mit dem Gedicht Raja Diyan Mandiyan gemacht, welches sie im Alter von 14 Jahren geschrieben hatte. Dieses Gedicht, so wie sieben unbekanntere ihrer Gedichte, wurden im Jahr 1959 in einer Auswahl von Dogri-Poesie veröffentlicht. Nach ihrer Genesung kehrte sie nach Jammu zurück und arbeitete dort als mitwirkende Künstlerin bei Radio Kashmir.
Wenig später trennte sie sich von ihrem Ehemann, was sie der konservativen Bürgerschaft Jammus entfremdete. Als Konsequenz daraus verlor sie ihren Job. Kurz darauf fand sie eine neue Anstellung als Nachrichtensprecherin bei einem Radiosender in Delhi. Sie heiratete einen langjährigen Freund, den Sänger Surinder Singh. 1969, im Alter von fast 30 Jahren, veröffentlichte sie ihren ersten Gedichtband, mit dem sie den Sahitya Akademi Award gewann. Später veröffentlichte sie fünf weitere Gedichtbände sowie eine Autobiografie. Im Jahr 2001 wurde sie mit dem Padma Shri geehrt.

## Werke
- 1969 sieben Beiträge zu der Dogri-Poesie Sammlung Madhukan[8]
- 1976 Tawi Te Chanhaan
- 1982 Nehriyan Galiyan
- 1987 Pota Pota Nimbal
- 1992 Uttarbaihni
- 1999 Tainthiyaan[9]
- 2011 A Drop in the Ocean Autobiografie[10]